# Orzeł za najlepszy montaż
Laureaci Orłów w kategorii najlepszy montaż:

## Laureaci i nominowani

### Lata 1990–1999
- 1998 Ewa Pakulska − Historia kina w Popielawach
  - Wanda Zeman − Demony wojny według Goi
  - Zbigniew Kostrzewiński − Farba
  - Elżbieta Kurkowska − Kochaj i rób co chcesz
  - Wanda Zeman − Kroniki domowe
  - Dorota Kędzierzawska, Artur Reinhart – Nic
  - Jadwiga Zajiček – U Pana Boga za piecem
  - Jiří Brožek – Zabić Sekala
  - Elżbieta Kurkowska – Złoto dezerterów

- 1999 Wanda Zeman − Pan Tadeusz
  - Ewa Smal − Ajlawju
  - Krzysztof Szpetmański − Dług
  - Jadwiga Zajiček − Kiler-ów 2-óch
  - Elżbieta Kurkowska − Tydzień z życia mężczyzny

### Lata 2000–2009
- 2000 Marek Denys − Życie jako śmiertelna choroba przenoszona drogą płciową
  - Wanda Zeman − Chłopaki nie płaczą
  - Elżbieta Kurkowska − Duże zwierzę
  - Wanda Zeman − Prawo ojca
  - Jadwiga Zajiček − To ja, złodziej

- 2001 Milenia Fiedler − Weiser
  - Marek Denys − 6 dni strusia
  - Krzysztof Szpetmański − Cześć Tereska
  - Jadwiga Zajiček − Pieniądze to nie wszystko
  - Wanda Zeman − Wiedźmin

- 2002 Hervé de Luze − Pianista
  - Ewa Smal − Dzień świra
  - Cezary Kowalczuk − Edi
  - Marek Denys − Tam i z powrotem
  - Wanda Zeman − Zemsta

- 2003 Jarosław Kamiński − Żurek
  - Cezary Grzesiuk − Stara baśń. Kiedy słońce było bogiem
  - Elżbieta Kurkowska − Pogoda na jutro

- 2004 Krzysztof Szpetmański − Mój Nikifor
  - Elżbieta Kurkowska − Ubu Król
  - Paweł Laskowski − Wesele

- 2005 Wanda Zeman − Persona non grata
  - Krzysztof Szpetmański − Komornik
  - Jarosław Barzan − PitBull
  - Krzysztof Raczyński, Leszek Wosiewicz − Rozdroże Cafe
  - Cezary Grzesiuk − Skazany na bluesa

- 2006 Ewa Smal − Wszyscy jesteśmy Chrystusami
  - Anna Wagner − Kochankowie z Marony
  - Krzysztof Szpetmański − Plac Zbawiciela

- 2007 Wanda Zeman − Parę osób, mały czas
  - Milenia Fiedler, Rafał Listopad − Katyń
  - Elżbieta Kurkowska − Korowód
  - Dorota Kędzierzawska, Artur Reinhart − Pora umierać
  - Piotr Kmiecik − Świadek koronny
  - Krzysztof Szpetmański − Wszystko będzie dobrze

- 2008 Jacek Drosio − 33 sceny z życia
  - Jarosław Barzan − Lejdis
  - Ewa Smal − Ogród Luizy
  - Krzysztof Szpetmański − Rysa
  - Wanda Zeman − Serce na dłoni

- 2009 Paweł Laskowski − Dom zły
  - Jarosław Kamiński, Jacek Bławut − Jeszcze nie wieczór
  - Elżbieta Kurkowska − Mniejsze zło

### Lata 2010–2019
- 2010 Réka Lemhényi, Maciej Pawliński − Essential Killing
  - Piotr Kmiecik − Chrzest
  - Katarzyna Maciejko-Kowalczyk, Beata Liszewska − Las
  - Cezary Grzesiuk – Różyczka
  - Witold Chomiński – Wenecja
- 2011 Bartosz Pietras − Sala samobójców
  - Marcin Bastkowski − 1920 Bitwa warszawska
  - Rafał Listopad − Czarny Czwartek. Janek Wiśniewski padł
  - Jarosław Kamiński − Ki
  - Anna Wagner − W imieniu diabła
- 2012 Jarosław Kamiński – Jesteś Bogiem
  - Jarosław Kamiński – Pokłosie
  - Cezary Kowalczuk – Mój rower
- 2013 Jarosław Kamiński – Ida
  - Cezary Grzesiuk – Imagine
  - Krzysztof Szpetmański – Chce się żyć
  - Milenia Fiedler, Grażyna Gradoń – Wałęsa. Człowiek z nadziei
- 2014 Michał Czarnecki – Miasto 44
  - Jarosław Barzan – Bogowie
  - Jarosław Kamiński – Jack Strong
  - Agnieszka Glińska – Jeziorak
- 2015 Agnieszka Glińska – 11 minut
  - Bartosz Karczyński – Moje córki krowy
  - Michał Czarnecki – Karbala
- 2016 Paweł Laskowski – Wołyń
  - Leszek Starzyński – Jestem mordercą
  - Agnieszka Glińska, Anna Zamecka, Wojciech Janas – Komunia
  - Dorota Wardęszkiewicz – Wszystkie nieprzespane noce
  - Beata Walentowska – Zjednoczone stany miłości
- 2017 Dorota Kobiela, Justyna Wierszyńska – Twój Vincent
  - Piotr Stasik, Dorota Wardęszkiewicz, Tomasz Wolski – 21 x Nowy Jork
  - Leszek Starzyński – Cicha noc
  - Jarosław Barzan – Najlepszy
  - Grażyna Gradoń – Powidoki
- 2018 Jarosław Kamiński – Zimna wojna
  - Ewa Smal – 7 uczuć
  - Jarosław Kamiński – Fuga
  - Milenia Fiedler – Kamerdyner
  - Andrzej Dąbrowski – Książę i dybuk
  - Maciej Pawliński – Over the limit
  - Bartosz Karczyński – Plan B
- 2019 Przemysław Chruścielewski – Boże Ciało
  - Piotr Kmiecik – Ikar. Legenda Mietka Kosza
  - Andrzej Dąbrowski – Krew Boga
  - Michał Czarnecki – Obywatel Jones
  - Wojciech Mrówczyński – Pan T.
  - Jarosław Kamiński – Wilkołak

### Lata 2020–2029
- 2020 Rafał Listopad – 25 lat niewinności. Sprawa Tomka Komendy
  - Agnieszka Glińska – Jak najdalej stąd
  - Aleksandra Gowin – Sala samobójców. Hejter
  - Pavel Hrdlička – Szarlatan
  - Cezary Grzesiuk – Z wnętrza
- 2021 Jarosław Kamiński – Aida
  - Paweł Łoziński, Bartłomiej Piasek, Piotr Wójcik – Film balkonowy
  - Agnieszka Glińska – Lamb
  - Iza Pająk i Laura Pawela – Ucieczka na srebrny glob
  - Krzysztof Komander – Wesele
- 2022 Agnieszka Glińska – IO
  - Wojciech Włodarski – Apokawixa
  - Magdalena Chowańska – Inni ludzie
  - Piotr Wójcik, Bartłomiej Piasek – Orzeł. Ostatni patrol
  - Agnieszka Glińska – Silent Twins

## Najczęściej nominowani (do 2015)
więcej niż jedna nominacja:
- 10 nominacji:
  - Wanda Zeman − Demony wojny według Goi, Kroniki domowe, Pan Tadeusz, Chłopaki nie płaczą, Prawo ojca, Wiedźmin, Zemsta, Persona non grata, Parę osób, mały czas, Serce na dłoni
- 8 nominacji:
  - Elżbieta Kurkowska − Kochaj i rób co chcesz, Złoto dezerterów, Tydzień z życia mężczyzny, Duże zwierzę, Pogoda na jutro, Ubu Król, Korowód, Mniejsze zło
  - Krzysztof Szpetmański − Dług, Cześć Tereska, Mój Nikifor, Komornik, Plac Zbawiciela, Wszystko będzie dobrze, Rysa, Chce się żyć
- 7 nominacji:
  - Jarosław Kamiński − Żurek, Jeszcze nie wieczór, Ki, Jesteś Bogiem, Pokłosie, Ida, Jack Strong
- 4 nominacje:
  - Jadwiga Zajiček − U Pana Boga za piecem, Kiler-ów 2-óch, To ja, złodziej, Pieniądze to nie wszystko
  - Ewa Smal − Ajlawju, Dzień świra, Wszyscy jesteśmy Chrystusami, Ogród Luizy
  - Cezary Grzesiuk − Stara baśń. Kiedy słońce było bogiem, Skazany na bluesa, Imagine
- 3 nominacje:
  - Marek Denys − Życie jako śmiertelna choroba przenoszona drogą płciową, 6 dni strusia, Tam i z powrotem
  - Jarosław Barzan − PitBull, Lejdis, Bogowie
  - Milenia Fiedler − Weiser, Katyń, Wałęsa. Człowiek z nadziei
  - Agnieszka Glińska – Jeziorak, 11 minut, Komunia
  - Paweł Laskowski − Wesele, Dom zły, Wołyń
- 2 nominacje:
  - Michał Czarnecki – Miasto 44, Karbala
  - Dorota Kędzierzawska − Nic, Pora umierać
  - Piotr Kmiecik – Świadek koronny, Chrzest
  - Cezary Kowalczuk – Edi, Mój rower
  - Artur Reinhart − Nic, Pora umierać
  - Anna Wagner – Kochankowie z Marony, W imieniu diabła

## Najczęściej nagradzani (do 2016)
więcej niż jedna nagroda:
- 3 nagrody:
  - Wanda Zeman – Pan Tadeusz, Persona non grata, Parę osób, mały czas
  - Jarosław Kamiński – Żurek, Jesteś Bogiem, Ida
- 2 nagrody:
  - Paweł Laskowski – Dom zły, Wołyń